# Saint-Ouen-le-Mauger
Saint-Ouen-le-Mauger è un comune francese di 202 abitanti situato nel dipartimento della Senna Marittima nella regione della Normandia.

## Società

### Evoluzione demografica
Abitanti censiti